# 1904年セントルイスオリンピックのレスリング競技
1904年セントルイスオリンピックのレスリング競技（1904ねんセントルイスオリンピックのレスリングきょうぎ）は、キャッチ・アズ・キャッチ・キャン・スタイル（別名および後のフリースタイル）7階級が行われた。出場者はすべてアメリカ代表であった。キャッチ・アズ・キャッチ・キャン・スタイル及び階級別が初めて登場した。

## 競技結果

### キャッチ・アズ・キャッチ・キャン・スタイル
後のフリースタイル。
| 階級           | 金                           | 銀                     | 銅                         |
| -------------- | ---------------------------- | ---------------------- | -------------------------- |
| ライトフライ級 | Robert Curry (USA)           | John Hein (USA)        | Gustav Thiefenthaler (USA) |
| フライ級       | George Mehnert (USA)         | Gustave Bauer (USA)    | William Nelson (USA)       |
| バンタム級     | イシドール・ニフロット (USA) | August Wester (USA)    | Louis Strebler (USA)       |
| フェザー級     | Benjamin Bradshaw (USA)      | Theodore McLear (USA)  | Charles Clapper (USA)      |
| ライト級       | Otto Roehm (USA)             | Rudolph Tesing (USA)   | Albert Zirkel (USA)        |
| ウェスター級   | チャールズ・エリクセン (USA) | William Beckmann (USA) | Jerry Winholtz (USA)       |
| ヘビー級       | バーンホフ・ハンセン (USA)   | Frank Kugler (USA)     | Fred Warmbold (USA)        |

## 参加国
出場した42人はすべてアメリカからの出場であった。
- アメリカ合衆国 (42)

金メダリストの2人は当時ノルウェー市民であり、いくつかのソースではノルウェーの競技者として記録されている。

## 各国メダル数
| 順 | 国・地域             | 金 | 銀 | 銅 | 計 |
| -- | -------------------- | -- | -- | -- | -- |
| 1  | アメリカ合衆国 (USA) | 7  | 7  | 7  | 21 |